# Linda Cardellini
Linda Edna Cardellini (Redwood City, 25 de junho de 1975) é uma atriz estadunidense. Talvez seja mais conhecida pelo seu papel como Velma Dinkley no filme Scooby-Doo, a adolescente Wendy Corduroy na série de animação Gravity Falls, a colegial Lindsay Weir no seriado Freaks and Geeks e Judy Hale em Dead to Me. Em 07 de abril de 2013, ela começou a desempenhar o papel recorrente de Sylvia Rosen, vizinha de Don Draper em Mad Men, trabalho que lhe rendeu uma indicação ao Emmy como melhor atriz convidada de série dramática.

## Biografia
Cardellini nasceu em Redwood City, California, filha mais nova de Lorraine (nome de solteira Hernan) e Wayne David Cardellini. De ascendência italiana e irlandesa, fez sua primeira aparição pública aos 10 anos de idade, quando cantou em um jogo escolar. Depois da performance, trabalhou em várias produções escolares e começou a ter aulas de teatro. Formou-se na vizinha Mountain View, na escola católica St. Francis High School, em 1993.

## Carreira
Cardellini recebeu  seu primeiro grande trabalho em 1996 quando ela fez o papel de Sarah no sábado da American Broadcasting Corporation, Bone Chillers. Em seguida apareceu como convidada em Step by Step, Clueless, 3rd Rock from the Sun e Boy Meets World como Lauren, uma menina que se colocou em risco o relacionamento do casal no seriado, e também teve uma participação especial em Kenan e Kel no 31º capítulo: (A Bruxa) na 3ª temporada da série em 1998, quando interpretou a aluna Becky colega de colégio da amiga Sharla e de Kenan e Kel que eles achavam que era uma bruxa e que havia dado uma poção do amor a Kel. Cardellini passou o verão de 1999 na Europa como parte de uma produção itinerante, em Lancelot, uma tragédia holandesa do século XIV.
Cardellini teve o seu primeiro sucesso quando fez um dos papéis em Freaks and Geeks, durante a temporada de 1999-2000. Como Lindsay Weir, uma estudante em meio a uma crise de identidade, a atriz ganhou a resposta positiva que subseqüentemente a catapultou para a fama. Em 2002, Cardellini estrelou no adaptação de Scooby-Doo, onde deu vida ao personagem de Velma Dinkley. Repetiu o papel de Velma em 2004, em Scooby-Doo 2: Monsters Unleashed. Em 2003, uniu-se ao elenco do drama médico ER, como a enfermeira Samantha Taggart, papel que desempenhou durante seis temporadas em ER, até o final do seriado.
Trabalhou em filmes como Dead Man on Campus, Legally Blonde, Brokeback Mountain e Grandma's Boy. Fez a voz de Ursula no videogame Gladius. No ano de 2007 fez a personagem Clara Forsythe na minissérie Comanche Moon.
Em 12 de Março de 2011 ela apareceu ao lado do elenco de Freaks and Geeks e Undeclared na Paley Center for Media, PaleyFest.
Em 18 de julho de 2013, foi indicada ao 65ºEmmy na categoria Melhor Atriz Convidada em Série Dramática, por seu trabalho como Sylvia Rosen em Mad Men.
Em 2015, participou do filme Avengers: Age of Ultron na qual fez o papel de Laura Barton, esposa do Clint Barton (Gavião Arqueiro).
Em 2021, participou da série Hawkeye, onde teve bastante destaque como Laura Barton, desenvolvendo e introduzindo definitivamente ela no Universo Cinematográfico Marvel.

## Vida pessoal
Formou-se na Loyola Marymount University, em 2001, obtendo um bacharelado em Teatro.
Namorou Jason Segel, seu colega de elenco em Freaks and Geeks, por alguns anos após o cancelamento da série, e o diretor Nicholaus Goossen, de O Queridinho da Vovó (Grandma's Boy).
Em 18 de Outubro de 2011, Cardellini e seu namorado Steven Rodriguez, agora esposo, anunciaram que estavam esperando seu primeiro filho. Em 29 de Fevereiro de 2012, Cardellini deu à luz uma menina chamada Lilah-Rose.

## Filmografia

### Cinema
| Ano  | Título                          | Papel                              | Notas                                        | Ref.   |
| ---- | ------------------------------- | ---------------------------------- | -------------------------------------------- | ------ |
| 1997 | Good Burger                     | Heather                            |                                              |        |
| 1998 | Dead Man on Campus              | Kelly                              |                                              |        |
| 1998 | Strangeland                     | Genevieve Gage                     |                                              |        |
| 1999 | The Prince and the Surfer       | Melissa                            |                                              |        |
| 2001 | Legalmente Loira                | Chutney Windham                    |                                              |        |
| 2001 | The Unsaid                      | Shelly Hunter                      |                                              |        |
| 2002 | Scooby-Doo                      | Velma Dinkley                      |                                              |        |
| 2003 | Certainly Not a Fairytale       | Adelle / Writer                    | Curta-metragem                               | [ 7 ]  |
| 2004 | Scooby-Doo 2: Monstros à Solta  | Velma Dinkley                      |                                              |        |
| 2004 | Jiminy Glick in Lalawood        | Natalie Coolidge                   |                                              |        |
| 2004 | LolliLove                       | Linda                              |                                              |        |
| 2005 | O Segredo de Brokeback Mountain | Cassie Cartwright                  |                                              |        |
| 2005 | American Gun                    | Mary Ann Wilk                      |                                              |        |
| 2006 | Grandma's Boy                   | Samantha                           |                                              |        |
| 2008 | The Lazarus Project             | Julie Ingram                       |                                              |        |
| 2010 | Super                           | Funcionária da Loja de Animais     |                                              |        |
| 2010 | Gleeclipse                      | Coach                              | Curta-metragem                               |        |
| 2011 | Kill the Irishman               | Joan Madigan                       |                                              |        |
| 2011 | All-Star Superman               | Nasthalthia (voz)                  | Filme lançado diretamente em mídia doméstica |        |
| 2011 | Return                          | Kelli                              |                                              |        |
| 2014 | Welcome to Me                   | Gina Selway                        |                                              |        |
| 2015 | Avengers: Age of Ultron         | Laura Barton                       |                                              | [ 8 ]  |
| 2015 | Daddy's Home                    | Sara Whitaker                      |                                              | [ 9 ]  |
| 2016 | The Founder                     | Joan Smith                         |                                              | [ 10 ] |
| 2017 | Austin Found                    | Leanne Wilson                      |                                              |        |
| 2017 | Daddy's Home 2                  | Sara Whitaker                      |                                              | [ 11 ] |
| 2018 | Green Book                      | Dolores Vallelonga                 |                                              | [ 12 ] |
| 2018 | Um Pequeno Favor                | Diana Hyland                       |                                              |        |
| 2018 | Hunter Killer                   | Jayne Norquist                     |                                              |        |
| 2019 | The Curse of La Llorona         | Anna Garcia                        |                                              | [ 13 ] |
| 2019 | Avengers: Endgame               | Laura Barton                       |                                              | [ 14 ] |
| 2020 | Capone                          | Mae Capone                         |                                              | [ 15 ] |
| 2023 | Guardians of the Galaxy Vol. 3  | Lylla (voz e captura de movimento) |                                              | [ 16 ] |
| 2024 | Nutcrackers                     | Gretchen                           |                                              |        |
| 2025 | Nonnas                          | Gretchen                           | Pós-produção                                 |        |
| ASA  | Way of the Warrior Kid          | Sarah                              | Filmando                                     |        |

### Televisão
| Ano           | Título                           | Papel                              | Notas                                       | Ref.   |
| ------------- | -------------------------------- | ---------------------------------- | ------------------------------------------- | ------ |
| 1996          | Bone Chillers                    | Sarah                              | 10 episódios                                |        |
| 1997          | 3rd Rock from the Sun            | Lorna                              | Episódio: "Dickmalion"                      |        |
| 1997          | Pacific Palisades                | Sara                               | 2 episódios                                 |        |
| 1997          | Clueless                         | Oddrey                             | Episódio: "Chick Fight Tonight"             |        |
| 1997          | Step by Step                     | Cassie Evans                       | Episódio: "Girls Just Wanna Have Fun"       |        |
| 1998          | Promised Land                    | Amber                              | Episódio: "Chasin' the Blues"               |        |
| 1998          | Kenan & Kel                      | Becky                              | Episódio: "Chicago Witch Trials"            |        |
| 1998–1999     | Guys Like Us                     | Jude                               | 7 episódios                                 |        |
| 1998–1999     | Boy Meets World                  | Lauren                             | 4 episódios                                 |        |
| 1999          | Dying to Live                    | Leslie Dugger                      | Telefilme                                   |        |
| 1999          | The Lot                          | June Parker                        | 4 episódios                                 |        |
| 1999–2000     | Freaks and Geeks                 | Lindsay Weir                       | Papel principal                             |        |
| 2003          | The Twilight Zone                | Ali Warner                         | Episódio: "The Path"                        |        |
| 2003–2009     | ER                               | Samantha Taggart                   | Papel principal (temporadas 10–15)          |        |
| 2005–2022     | Robot Chicken                    | Velma Dinkley / Várias vozes       | 6 episódios                                 |        |
| 2007          | Human Giant                      | Melody Richards                    | Episódio: "Mind Explosion"                  |        |
| 2008          | Comanche Moon                    | Clara Forsythe                     | 3 episódios                                 |        |
| 2009          | Cupid                            | Masseuse                           | Não creditada; episódio: "My Fair Masseuse" |        |
| 2009          | The Goode Family                 | Bliss Goode / Shelly (voz)         | Papel principal                             |        |
| 2011          | Person of Interest               | Dr. Megan Tillman                  | Episódio: "Cura Te Ipsum"                   |        |
| 2011–2013     | Scooby-Doo! Mystery Incorporated | Marcy 'Hot Dog Water' Fleach (voz) | 8 episódios                                 |        |
| 2012–2015     | Regular Show                     | CJ / Várias vozes                  | 24 episódios                                |        |
| 2012–2016     | Gravity Falls                    | Wendy Corduroy (voz)               | 31 episódios                                |        |
| 2013          | Out There                        | Sharla Lemoyne (voz)               | 5 episódios                                 |        |
| 2013–2015     | Mad Men                          | Sylvia Rosen                       | 9 episódios                                 |        |
| 2013–2016     | Sanjay and Craig                 | Megan Sparkles / various voices    | Papel recorrente                            |        |
| 2014          | New Girl                         | Abby Day                           | 3 episódios                                 |        |
| 2015–2017     | Bloodline                        | Meg Rayburn                        | Papel principal                             |        |
| 2019–2022     | Dead to Me                       | Judy Hale                          | Papel principal; também produtora           | [ 17 ] |
| 2020          | Muppets Now                      | Ela mesma                          | 6 episódios                                 |        |
| 2021          | Hawkeye                          | Laura Barton                       | 5 episódios                                 |        |
| 2024–presente | Creature Commandos               | Elizabeth Bates (voz)              |                                             |        |
| 2024–presente | No Good Deed                     | Margo Starling                     |                                             |        |

### Video games
| Ano  | Título                           | Papel de voz      | Ref. |
| ---- | -------------------------------- | ----------------- | ---- |
| 2003 | Gladius                          | Ursula            |      |
| 2004 | Scooby-Doo 2: Monsters Unleashed | Velma Dinkley     |      |
| 2012 | Lollipop Chainsaw                | Cordelia Starling |      |

### Videoclipes
| Ano  | Música                    | Artista            | Ref. |
| ---- | ------------------------- | ------------------ | ---- |
| 2002 | "Land of a Million Drums" | Outkast            |      |
| 2008 | "Sing Along"              | Virginia Coalition |      |

## Prêmios e indicações
| Ano  | Associação                 | Categoria                                   | Indicação               | Resultado | Ref.          |
| ---- | -------------------------- | ------------------------------------------- | ----------------------- | --------- | ------------- |
| 2005 | Gotham Awards              | Melhor Elenco                               | Brokeback Mountain      | Indicado  | [ 18 ]        |
| 2006 | Prêmio Screen Actors Guild | Melhor Elenco em Cinema                     | Brokeback Mountain      | Indicado  | [ 19 ]        |
| 2009 | TV Land Awards             | Icon Award                                  | E.R.                    | Venceu    | [ 20 ]        |
| 2013 | Prêmio Emmy do Primetime   | Melhor Atriz Convidada numa Série de Drama  | Mad Men                 | Indicado  | [ 21 ]        |
| 2013 | Independent Spirit Award   | Melhor Atriz                                | Return                  | Indicado  | [ 22 ]        |
| 2019 | MTV Movie & TV Awards      | Melhor Atuação Assustada                    | The Curse of La Llorona | Indicado  | [ 23 ]        |
| 2020 | Prêmio Emmy do Primetime   | Melhor Série de Comédia                     | Dead to Me              | Indicado  | [ 21 ] [ 24 ] |
| 2020 | Prêmio Emmy do Primetime   | Melhor Atriz numa Série de Comédia          | Dead to Me              | Indicado  | [ 21 ] [ 24 ] |
| 2021 | Prêmio Satellite           | Melhor Atriz em Série Musical ou de Comédia | Dead to Me              | Indicado  | [ 25 ]        |
| 2021 | Prêmio Screen Actors Guild |                                             | Dead to Me              | [ 26 ]    |               |
| 2021 | Prêmio Screen Actors Guild |                                             | Dead to Me              | [ 26 ]    |               |